# SAGA GIS
Pour les articles homonymes, voir Saga (homonymie).
SAGA GIS (System for Automated Geoscientific Analyses) est un logiciel de système d'information géographique (SIG) libre multiplate-forme publié sous licence GPL. Il était à l'origine développé par une équipe du Département de Géographie Physique de l'Université de Göttingen en Allemagne, mais est maintenant maintenu par une équipe de développeurs internationale, dont le noyau est l'Université de Hambourg en Allemagne. SAGA GIS est un outil puissant et facilement utilisable destiné aux traitements spatiaux aussi bien de type raster que vecteur. Le logiciel est décomposé en modules, en nombre sans cesse croissant selon les versions.
Quelques modules :
- Accès aux fichiers : importation et exportation de fichiers raster et vecteur via la bibliothèque GDAL, dont les Shapefile, les GeoTIFF, les grids ESRI...
- Géostatistiques : krigeage selon différentes méthodes, analyse de voisinage...
- Analyse de paysages : fragmentation[5], analyse de mosaïque paysagère, calcul de coût de déplacement...
- Calculatrice raster : calcul sur plusieurs rasters, calcul de maximums, calcul selon des conditions...
- Filtres : filtres gaussiens, laplaciens, morphologiques...
- Classification d'images : classifications supervisée et non supervisées[6], arbres de décisions[7]
- Segmentation d'images : identifications d'objets homogènes[8]
- Outils vecteurs : intersection, union, conversion de lignes en points...
- Simulation hydrologique : implémentation du modèle TOPMODEL, modélisation de l'humidité du sol[9]...
- Outils hydrologiques : extraction de réseau hydrographique, de bassins versants[10], calcul d'indices topographiques...
- Outils géomorphologiques : calcul de pente[11], de courbure, de rugosité...
- Outils Lidar : import de nuages de points Lidar, visualisation en 3D, filtrage...

Les différents modules disponibles au sein de SAGA GIS peuvent être appelés dans le logiciel d'analyse de données R, via la bibliothèque RSAGA, ainsi que dans le logiciel SIG QGIS. Il est également possible d'appeler tous les modules du logiciel via des scripts DOS, Unix ou Python.